# Quintus Aquilius Niger
Quintus Aquilius Niger war ein im 1. und 2. Jahrhundert n. Chr. lebender römischer Politiker.
Durch Ziegelstempel, eine Inschrift und die Arvalakten des Jahres 117 ist belegt, dass Niger 117 zusammen mit Marcus Rebilus Apronianus ordentlicher Konsul war. In zwei weiteren, unvollständigen Inschriften und den Arvalakten ist nur der Name seines Kollegen Apronianus erhalten.